# Red (King Crimson)
Red è il settimo album in studio del gruppo di rock progressivo dei King Crimson, pubblicato nel 1974.

| Recensione     | Giudizio       |
| -------------- | -------------- |
| Discogs        |                |
| All Music      |                |
| Ondarock       | Pietra miliare |
| Piero Scaruffi | 7,5/10         |

È anche l'ultimo LP a nome "King Crimson" uscito negli anni settanta (esclusi raccolte e dischi live). Viene spesso considerato dalla critica uno dei più grandi capolavori del rock progressivo.

## Genesi dell'opera
Le sedute di registrazione di Red iniziarono l'8 luglio 1974, una settimana dopo la conclusione di un tour americano di tre mesi, al termine del quale il gruppo aveva deliberato – a maggioranza – il "licenziamento" di David Cross: i King Crimson erano dunque ufficialmente ridotti a un trio.
Soltanto quattro giorni prima, Robert Fripp era venuto per la prima volta a contatto con gli scritti di John G. Bennett, allievo diretto di Gurdjieff: questa circostanza era destinata a ripercuotersi sia sul lavoro in studio che sul futuro stesso della band. A registrazioni appena iniziate, il chitarrista annunciò a Bill Bruford e John Wetton che la sua opinione circa il lavoro in corso non aveva più alcuna importanza, lasciando così di fatto carta bianca al batterista e al bassista/cantante in merito alla produzione. Tra gli effetti di questo cambio gestionale vi fu il ritorno all'utilizzo di session-men (peraltro tutti già apparsi a vario titolo in precedenti album dei Crimson), cosa che non accadeva più dal 1971 (Islands): Wetton in particolare insistette molto per il contributo ai fiati di Ian McDonald, che con Fripp aveva fondato i King Crimson nel 1968 per poi lasciarli l'anno seguente. Il prodotto finale vede la combinazione fra il trio e gli ospiti mutare in ciascuna delle cinque tracce che lo compongono.

## Il disco

### Red
Al brano di apertura del disco il gruppo aveva originariamente pensato di contrapporne uno intitolato Blue, mai completato. Il pezzo è costruito attorno a un energico riff di chitarra, raddoppiato grazie a tecniche di sovraincisione ed eseguito in diverse tonalità. La sezione centrale del brano include una sovraincisione di violoncello certamente eseguita da un session-man, non accreditato in copertina, che stava lavorando nello studio accanto a quello in cui i King Crimson preparavano Red, e fu perciò reclutato al volo. Del nome di questo musicista non è rimasta traccia né nella documentazione degli Olympic Studios, né nella memoria di alcuno dei membri del gruppo. La sua identità resta perciò a tutt'oggi sconosciuta. La medesima sezione conteneva in origine un passaggio che fu stralciato per essere poi riutilizzato da Fripp, ventun anni dopo, sul brano VROOOM VROOOM (dall'album Thrak).

### Fallen Angel
Contiene l'ultima traccia di chitarra acustica registrata da Fripp con i King Crimson. Se si eccettua un brano del mini CD Happy with What You Have to Be Happy With del 2002 (in cui l'esecutore è Adrian Belew), è l'ultima volta che una chitarra non elettrica compare in un disco del gruppo. L'introduzione del brano contiene un altro intervento di violoncello (opera ancora dell'ignoto turnista ricordato per Red); gli altri due ospiti della traccia sono Robin Miller (oboe) e Mark Charig (cornetta): entrambi precedenti collaboratori del gruppo sugli album Lizard (1970) e Islands (1971). La canzone parla di un uomo che chiede a suo fratello di unirsi agli Hells Angels per poi vederlo pugnalato tragicamente per le strade di New York.

### One More Red Nightmare
È il primo dei due brani dell'album in cui compare il sax di Ian McDonald. La coda del pezzo è tronca a causa della fine del nastro multi-traccia originale, inconveniente solo in parte "mascherato" da una nota di basso elettrico registrata alla rovescia. La canzone è una descrizione di un incubo: il protagonista si trova in un aereo che sta per schiantarsi, il preludio a questo episodio è caratterizzato da un riff che prosegue per tutta la canzone. Il nome One More Red Nightmare non include solo il nome dell'album stesso, ma associa il colore rosso al sangue, il che significa che l'incubo dipinge l'immagine di una morte di massa in un incidente aereo. Poco prima di schiantarsi, l'uomo si sveglia, come se fosse stato salvato da un intervento divino, e sfugge alla morte nel suo sogno lucido.

### Providence
È un'improvvisazione registrata dal vivo al Palace Theatre di Providence, Rhode Island (U.S.A.) il 30 giugno 1974, penultima data del tour negli Stati Uniti. Vi compare quindi anche David Cross, sia come musicista che come autore, benché come già detto estromesso dal gruppo dopo la tournée in questione. La presenza di questa traccia nell'album testimonia la strategia del gruppo, più ampiamente adottata nell'album precedente, di usare i concerti come laboratorio e studio di registrazione stesso per nuove idee da includere poi nei dischi. 

### Starless
Chiude l'album Starless, lungo brano che già chiudeva i concerti dei mesi precedenti e che infatti porta anch'esso la firma di David Cross. Scartato in una sua versione embrionale dall'album precedente cui diede il titolo, il brano era stato eseguito in prima assoluta al Palazzo dello Sport di Udine, il 19 marzo 1974. In studio, vi partecipano anche Ian McDonald e Mel Collins.
Starless è divisa fondamentalmente in due parti: la prima, in forma canzone, vede la parte armonica sorretta dal Mellotron, suonato da Fripp, sulla quale si alternano il cantato di Wetton – con un testo di Richard Palmer-James particolarmente malinconico ed elegiaco – e un tema di chitarra elettrica, che nei concerti era affidato al violino di Cross; il tutto accompagnato anche da Mel Collins al sax soprano. Il verso ricorrente nel testo: starless and bible-black cita l'incipit del dramma Under Milk Wood di Dylan Thomas. Sulla coda della sezione-canzone s'innesta una lenta linea di basso in 13/8 e dall'armonia diminuita, originariamente composta da Bill Bruford al pianoforte, che apre di fatto alla seconda parte, interamente strumentale. Fripp, a distanza di anni, addita il brano Starless come un perfetto e degno punto di arrivo per quella formazione, su quel disco, nonché per il rock in generale in quegli anni. Per usare le sue parole: «una dichiarazione conclusiva». Secondo l'autore del testo, Richard Palmer-James, questo parla della rottura tra due amici intimi, sottolineando come il futuro dell'uno senza l'altro appaia "spoglio" e "privo di stelle".

## Scioglimento del gruppo
Immediatamente dopo la pubblicazione di Red, Fripp annunciò alla stampa che i King Crimson avevano «cessato di esistere» e poco tempo dopo si ritirò proprio presso la comunità fondata tre anni prima da Bennett, la International Academy for Continuous Education a Sherborne nel Gloucestershire, dove rimase per quasi due anni senza contatti con la chitarra o col mondo musicale. I King Crimson di fatto scomparvero sino al 1981. La connessione tra Fripp e il lascito di Bennett, Ouspensky e Gurdjieff era destinata a rimanere costante, ispirando profondamente le scelte sia artistiche che personali del chitarrista, fino al presente.
Un album dal vivo intitolato USA fu pubblicato nel 1975, ma conteneva materiale tratto dal già citato tour americano, anteriore quindi alle registrazioni di Red.
Bill Bruford e John Wetton si ritroveranno nel 1978 con gli UK. Lo stesso Bruford tornerà a militare in due successive incarnazioni dei King Crimson (1981-84 e 1994-97).

## Influenze e lascito
Nel luglio del 2001 Red è stato votato dai lettori della rivista inglese Q Magazine fra i "50 album più duri della storia", piazzandosi al 19º posto.
Il produttore dei Nirvana, Butch Vig, ha in tempi recenti confidato personalmente a John Wetton la grande influenza che Red aveva avuto sulla sua generazione e sul suo lavoro, e quanto quest'album fosse caro anche allo stesso Kurt Cobain, che lo definì "il miglior album nella storia del rock."
Nel giugno del 2015 la rivista Rolling Stone ha collocato l'album alla quindicesima posizione dei 50 migliori album progressive di tutti i tempi.

## Tracce
Testi di Richard Palmer-James.
Lato A
1. Red – 6:20 (musica: Robert Fripp)
2. Fallen Angel – 6:00 (musica: Robert Fripp, John Wetton)
3. One More Red Nightmare – 7:04 (musica: Robert Fripp, John Wetton)

Durata totale: 19:24
Lato B
1. Providence – 8:08 (musica: David Cross, Robert Fripp, John Wetton, Bill Bruford)
2. Starless – 12:18 (musica: David Cross, Robert Fripp, John Wetton, Bill Bruford)

Durata totale: 20:26

## Formazione

### Gruppo
- Robert Fripp - chitarra, mellotron
- John Wetton - basso, voce
- Bill Bruford - batteria, percussioni

### Altri musicisti
- David Cross - violino in Providence
- Mel Collins - sax soprano in Starless
- Ian McDonald - sax alto in One More Red Nightmare e Starless
- Robin Miller - oboe in Fallen Angel
- Mark Charig - cornetta in Fallen Angel